# Alphonse Joseph Georges
Alphonse Joseph Georges, född 19 augusti 1875 i Montluçon, död 24 april 1951 i Paris, var en fransk general.
Georges deltog med utmärkelse i första världskriget, blev 1924 generalmajor och var 1925–1926 chef för marskalk Philippe Pétains stab. År 1932 blev han medlem av högsta krigsrådet. Georges ledde från 1935 under Maurice Gamelin det operativa krigsförberedelsearbetet. Vid krigsutbrottet 1939 blev Georges, som då var general, chef för de allierade arméerna mellan Engelska kanalen och Schweiz och fick därvid vidsträckta befogenheter. Georges önskade, till skillnad från sin högste chef Gamelin, att undvika att föra de allierade arméerna för långt in i Belgien för att möta det tyska anfallet. Georges avgick från sin post efter misslyckandet i Belgien.